# Еритовка (Миллеровский район)
Ерито́вка — хутор в Миллеровском районе Ростовской области. Входит в состав Дёгтевского сельского поселения.

## Улицы
- ул. Центральная
- ул. Мира
- ул. Октябрьская

## Население
| 2010 |
| ---- |
| 205  |

## Инфраструктура
На Центральной улице находится почтовое отделение.